# Logatec Polje
Logatec Polje (slowenisch: Logaško polje) ist ein Polje (Karstbecken) auf dem Gebiet der Gemeinde Logatec in Innerkrain im Westen Sloweniens.

## Geographie
Das Polje entspricht geographisch dem Boden des Logatec-Beckens (slowenisch: Logaška kotlina, historische deutschsprachige Bezeichnung: Loitscher Kessel)
Das Gebiet liegt auf einer Höhe zwischen 470 und 490 Metern. Es umfasst etwa 6 Quadratkilometer größtenteils grasbewachsenes Gelände.
Durch das Polje fließt der teilweise versickernde Bach Logaščica.
Der nördliche Teil des Logatec-Karstfeldes wird Leeres Karstfeld (Pusto polje)[2] genannt. Dieser Bereich wird von der Straße zwischen  Logatec und Vrhnika gequert, deren Linden gesäumten Abschnitt auch Napoleon-Allee (Napoleonov drevored) bekannt ist.
Der südliche Teil des Karstfeldes ist als Unteres Logatec-Karstfeld (Spodnje logaško polje) bekannt.[1]
Die Autobahn A1 von Ljubljana nach Koper verläuft am südöstlichen Rand des Karstgebiets.